# La dona de l'espia
La dona de l'espia (japonès: スパイの妻, Hepburn: Supai no tsuma) és una pel·lícula dramàtica d'espies japonesa del 2020 dirigida i coescrita per Kiyoshi Kurosawa. Protagonitzada per Yū Aoi i Issey Takahashi, la pel·lícula està ambientada al Japó durant la Segona Guerra Mundial i se centra en una dona que comença a sospitar que el seu marit pot ser un espia dels Estats Units. Ha estat doblada i subtitulada al català.
Una versió teatral de La dona de l’espia va ser seleccionada a la secció principal de competició del 77è Festival Internacional de Cinema de Venècia, on va guanyar el Lleó de Plata.

## Repartiment
- Yū Aoi com a Satoko Fukuhara (福原 聡子, Fukuhara Satoko)
- Issey Takahashi com a Yūsaku Fukuhara (福原 優作, Fukuhara Yūsaku)
- Masahiro Higashide com a Taiji Tsumori (津森 泰治, Tsumori Taiji)
- Ryōta Bandō com a Fumio Takeshita (竹下 文雄, Takeshita Fumio)
- Yuri Tsunematsu com a Komako (駒子, Komako)
- Minosuke com a Kanamura (金村, Kanamura)
- Hyunri com a Hiroko Kusakabe (草壁 弘子, Kusakabe Hiroko)
- Takashi Sasano com a Doctor Nozaki (野崎, Nozaki)

## Premis i nominacions
| Any  | Premi                                         | Categoria         | Destinatari/Nominacions | Resultat  | Ref.        |
| ---- | --------------------------------------------- | ----------------- | ----------------------- | --------- | ----------- |
| 2020 | 77a Mostra Internacional de Cinema de Venècia | Lleó d'Argent     | Kiyoshi Kurosawa        | Guanyador | [ 6 ]       |
| 2021 | 15ns Asian Film Awards                        | Millor pel·lícula | Wife of a Spy           | Guanyador | [ 7 ] [ 8 ] |
| 2021 | 15ns Asian Film Awards                        | Millor director   | Kiyoshi Kurosawa        | Nominat   | [ 7 ] [ 8 ] |
| 2021 | 15ns Asian Film Awards                        | Millor actriu     | Yū Aoi                  | Guanyador | [ 7 ] [ 8 ] |
| 2021 | 15ns Asian Film Awards                        | Millor vestuari   | Haruki Koketsu          | Guanyador | [ 7 ] [ 8 ] |
| 2021 | 15ns Asian Film Awards                        | Best Art Director | Norifumi Ataka          | Nominat   | [ 7 ] [ 8 ] |